# Лигатне
Ли́гатне (латис. Līgatne, нім. Ligat) — місто в Цесіському краї Латвії, в історичній області Відземе. В 2009—2021 роках — адміністративний центр Лигатненського краю.

## Назва
- Лигатне, Лігатне (латис. Līgatne;  вимова)
- Лігат (нім. Ligat)
- Конрадсрує (нім. Conradsruhe)

## Історія
- Ліфляндська губернія